# Procès contre la Commission de la mafia américaine

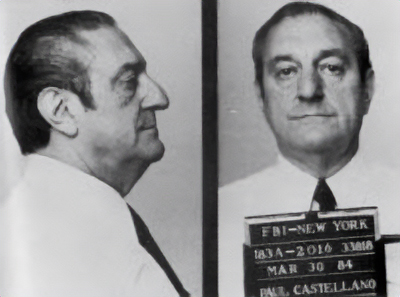
Paul Castellano

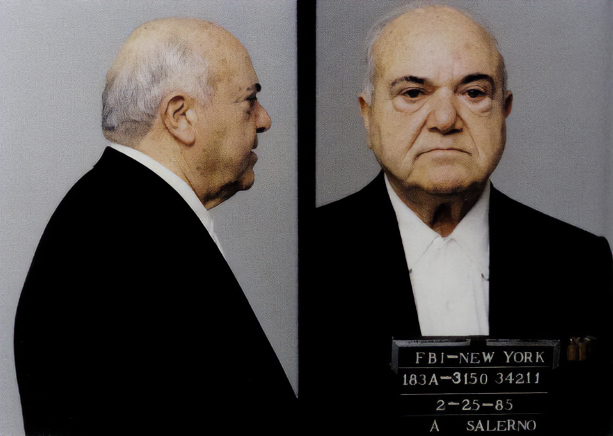
Anthony Salerno

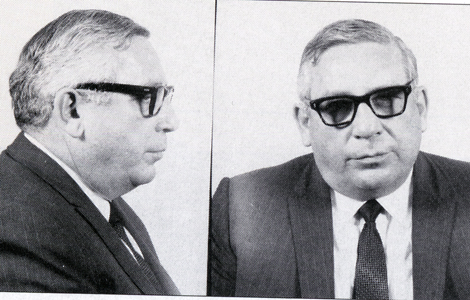
Anthony Corallo

Le procès contre la Commission est un procès qui s'est déroulé à New York du 25 février 1985 au 19 novembre 1986 contre 11 membres de la Cosa Nostra américaine ainsi que des membres de la Commission, l'organe de gestion de la Mafia à New York, grâce aux preuves recueillies par le FBI .

## Prévenus
Les prévenus étaient les parrains des Cinq familles new-yorkaises :
- Paul Big Paul Castellano, parrain de la famille Gambino
- Anthony Fat Tony Salerno, parrain de la famille Genovese
- Carmine Junior Persico, parrain de la famille Colombo
- Anthony Tony Ducks Corallo, parrain de la famille Lucchese
- Philip Rusty Rastelli, parrain de la famille Bonanno,

ainsi que certains subordonnés:
- Aniello The Lamb Dellacroce, (alias Mr. Neil) chef adjoint des Gambino
- Gennaro Gerry Lang Langella, chef adjoint des Colombo
- Salvatore Tom Mix Santoro, chef adjoint des Lucchese
- Christopher Christy Tick Furnari, conseiller des Lucchese
- Ralph Ralphie But,  homme de main des Columbo
- Anthony Bruno Indelicato,  homme de main des Bonanno

Aniello Dellacroce meurt d'un cancer le 2 décembre 1985 et Paul Castellano est assassiné 2 semaines plus tard.

## Verdict
Tous les parrains sont condamnés à 100 ans de prison, ainsi que Ralph Scopo tandis qu'Anthony Indelicato est condamné à 45 ans.
Avant d'être incarcérés, ils prennent ensemble un dernier déjeuner composé de plats et de vins italiens et trinquent aux mots de Cent'anni ! (Cent ans !), une formule porte-bonheur  traditionnelle en italien. Salvatore Santoro ajoute toutefois : « je pense qu'il serait temps de changer de formule pour nos toasts », déclenchant l'hilarité générale[réf. nécessaire].